# Campylopterus ensipennis
El colibrí coliblanco, ala de sable verde o ala de sable de cola blanca (Campylopterus ensipennis) es una especie de ave apodiforme de la familia Trochilidae —los colibríes— perteneciente al género  Campylopterus. Es nativa del noreste de Venezuela y de Tobago.

## Distribución y hábitat
Se encuentra únicamente en el  noreste de Venezuela (cordillera de Caripe y montañas de la península de Paria) y en la isla de Tobago, en Trinidad y Tobago.
Esta especie es considerada de rara a común apenas localmente en sus hábitats naturales: los bosques montanos, crecimientos secundarions antiguos, huecos de árboles caídos y plantaciones (especialmente de café), en altitudes entre 400 y 2000 m, pero se registra principalmente entre 1000 y 1600 m en el noreste de Venezuela. Se alimenta principalmente pero no exclusivamente en los estratos bajos y medios del bosque.

## Descripción
Es un colibrí grande, mide 12 cm de longitud y pesa 10 g. Ambos sexos son similares, pero la hembra es más débil. El pico es negro de 25 mm de largo y ligeramente curvo. El macho adulto es de color verde brillante con una garganta azul brillante y una franja blanca. Los tres pares exteriores de las plumas de la cola son de color blanco y los ejes de las plumas de vuelo exterior son más gruesas y aplanadas que son el rasgo distintivo de las especies de este género.
El alimento de esta especie es el néctar, tomado principalmente de flores de la maleza. El macho en posición visible defiende su territorio de manera agresiva contra otros colibríes. Esta especie de gran tamaño es valiente y curiosa.
La hembra pone dos huevos blancos en un nido de copa relativamente grande en una rama baja, a menudo cerca del agua.

## Estado de conservación
El colibrí coliblanco ha sido calificado como casi amenazado por la Unión Internacional para la Conservación de la Naturaleza (IUCN) debido a que su pequeña zona de distribución y su población, estimada entre 50 000 y 100 000 individuos maduros, se presumen estar en decadencia como resultado de la continua pérdida de hábitat. Sin embargo, no está severamente fragmentada o restringida a pocas localidades. Se cree que se haya casi extinguido en Tobago después del huracán Flora en 1963, pero la población se ha recuperado en gran medida. Esta especie se encuentra ahora en los carteles del medio ambiente de Tobago bajo el apodo de «Campy».[cita requerida]

## Sistemática

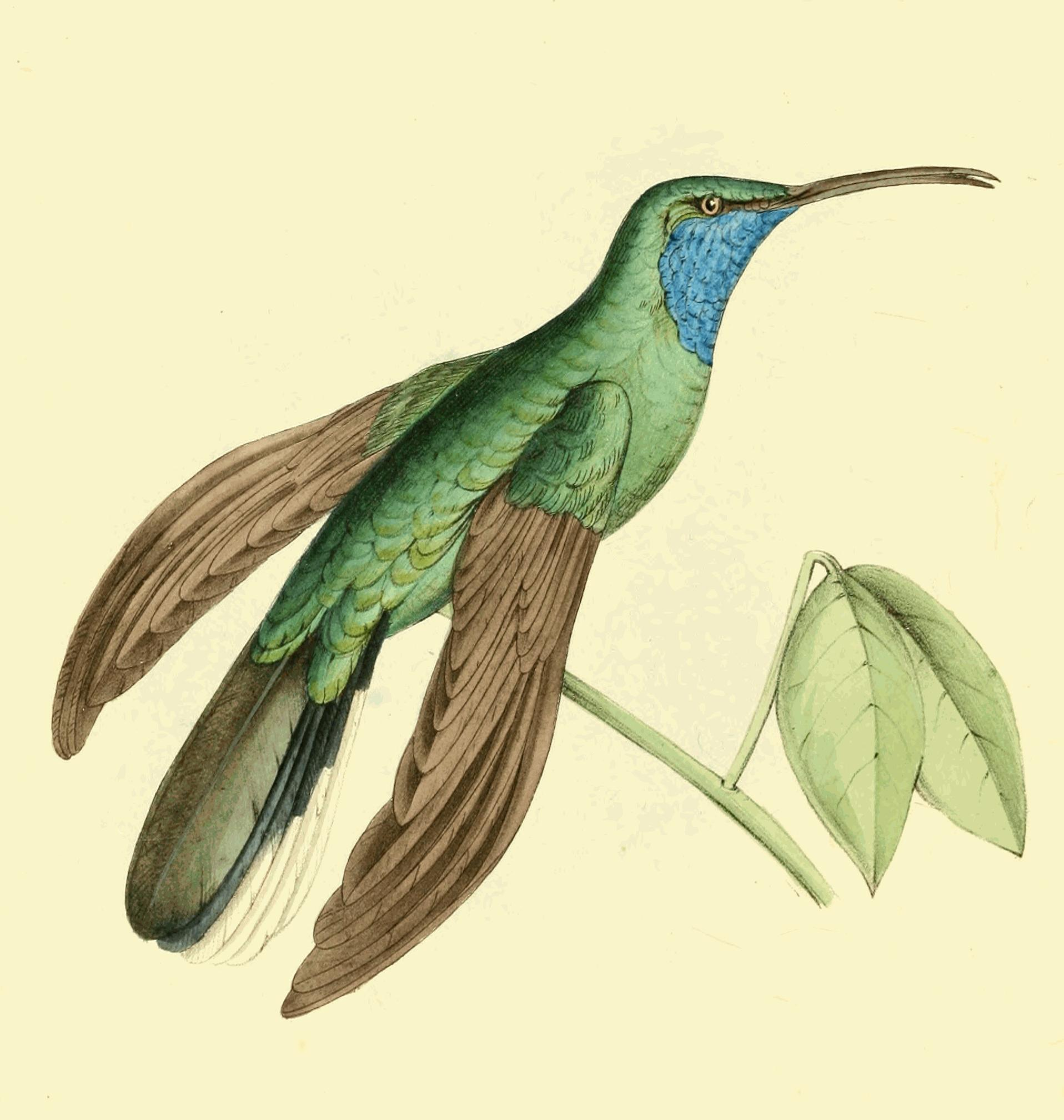
Trochilus ensipennis, ilustración de Swainson en Zoological Illustrations 2, 1822.

### Descripción original
La especie C. ensipennis fue descrita por primera vez por el ornitólogo británico William Swainson en 1822 bajo el nombre científico Trochilus ensipennis; se desconoce su localidad tipo.

### Etimología
El nombre genérico masculino «Campylopterus» se compone de las palabras del griego «kampulos» que significa ‘curvado, curvo’ y «pteros» que significa ‘de alas’; y el nombre de la especie «ensipennis» se compone de las palabras del latín «ensis» que significa ‘espada’ y «pennis» que significa ‘de alas’.

### Taxonomía
Es monotípica.